# Осколонівка
Осколо́нівка — село в Україні, у Сєвєродонецькій міській громаді Сєвєродонецького району Луганської області. Населення становить 23 осіб.

Світлини 2011 року
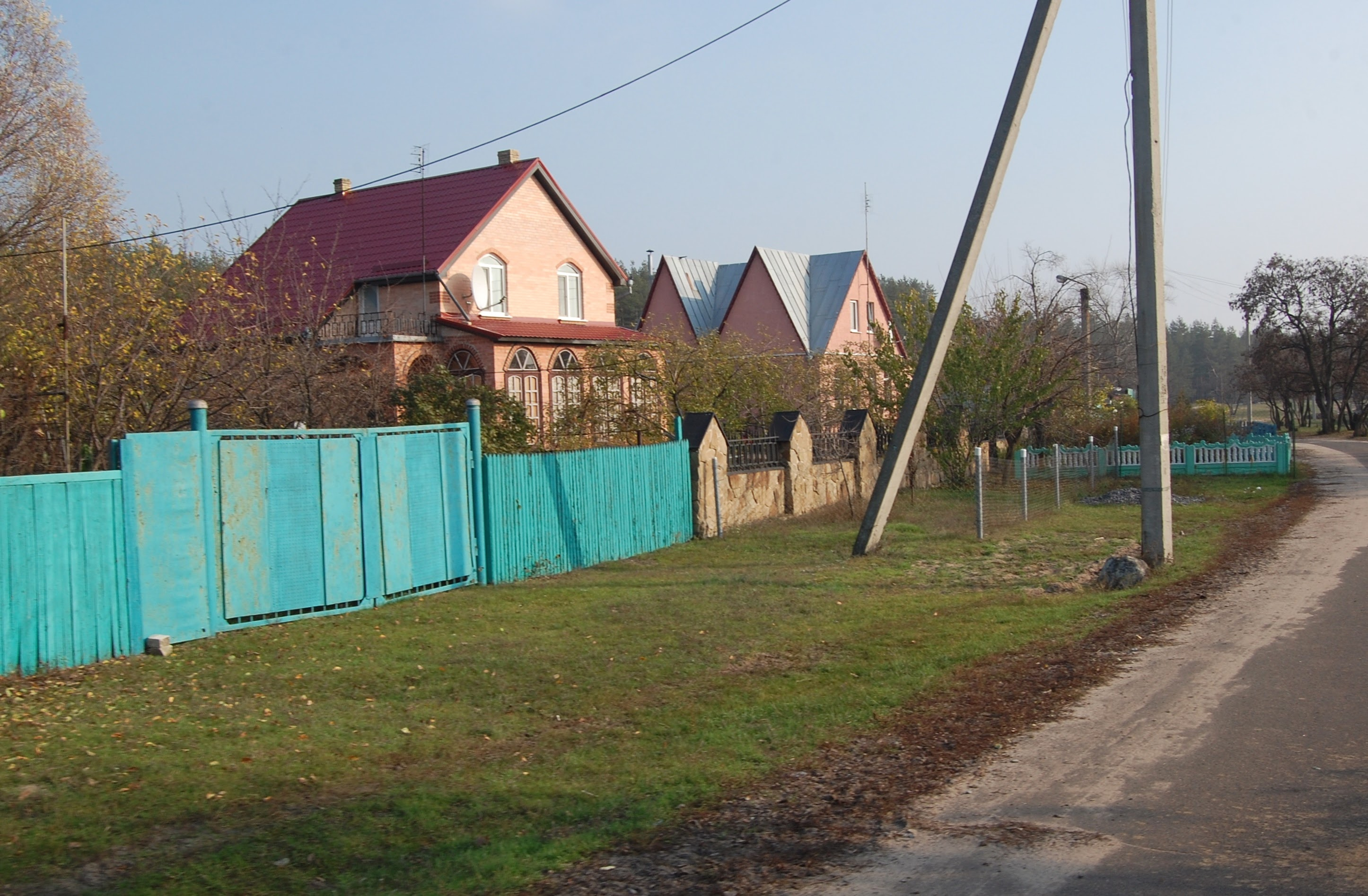
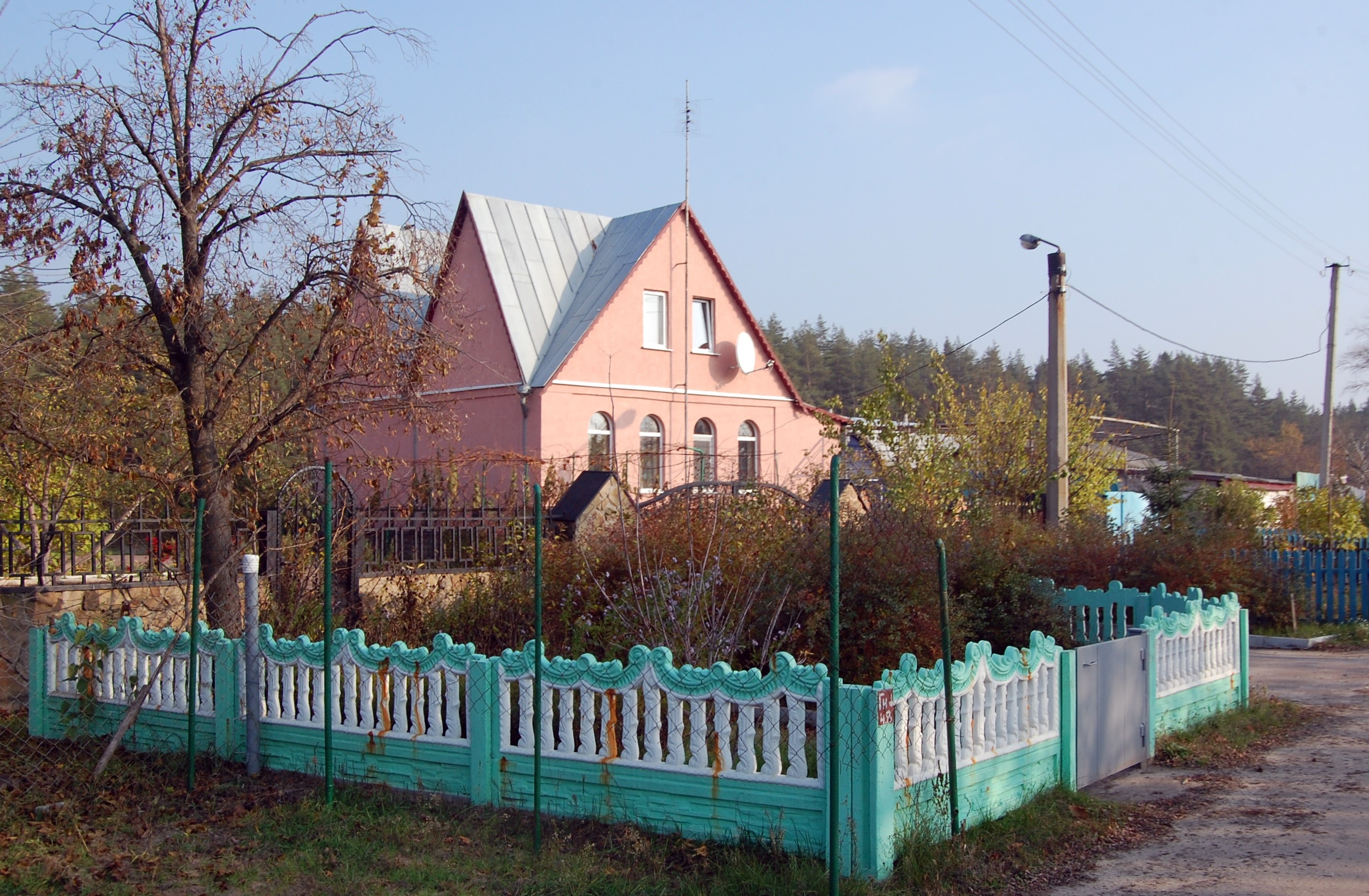
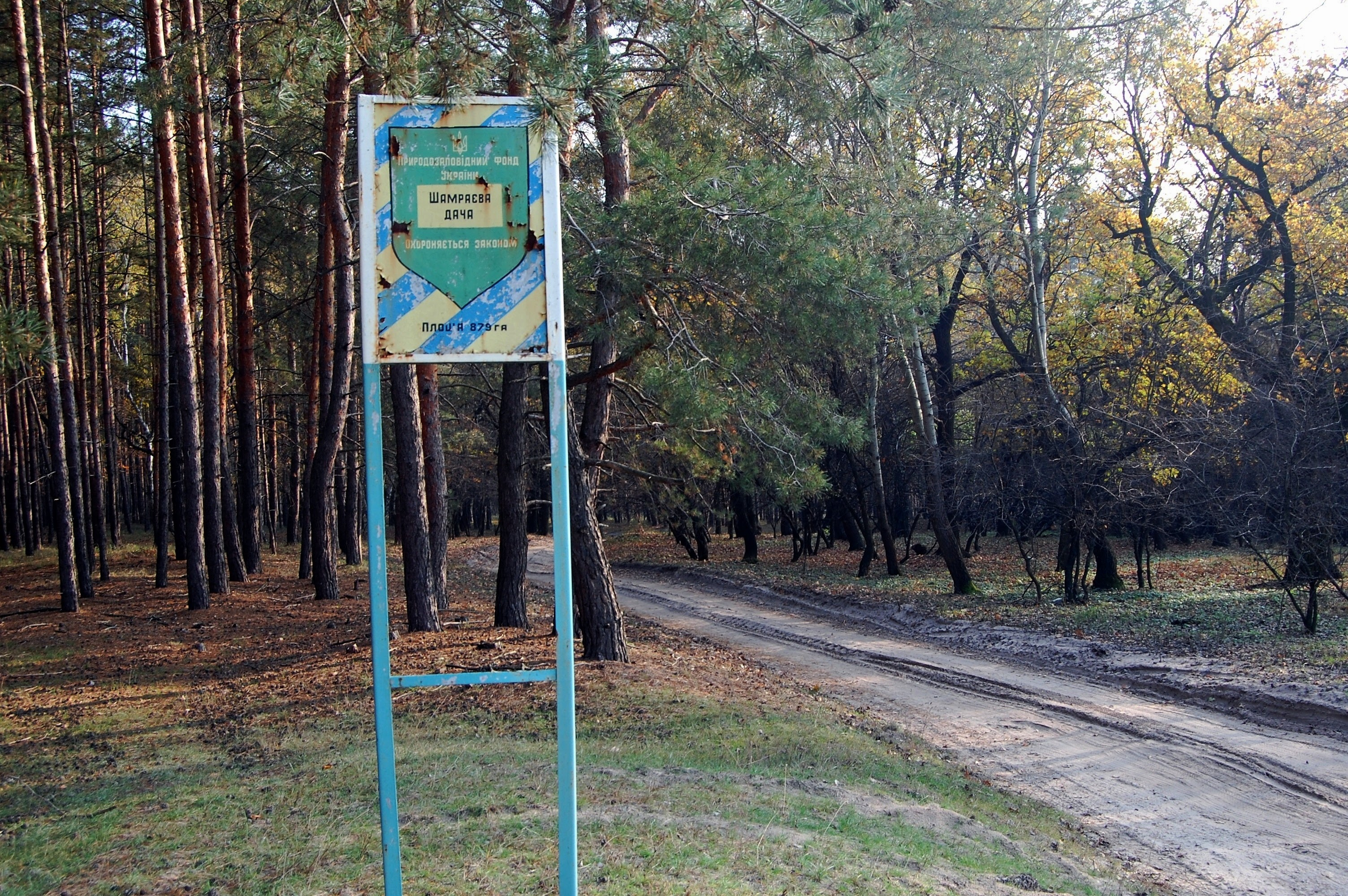

## Адміністративний поділ
У селі є лише одна вулиця: Вулиця Лісна

## Пожежі 2020 р.
- Лісові пожежі у липні та жовтні 2020 року майже повністю знищили село // відео 14 лист. 2020 р. [1]

| Україна | Це незавершена стаття з географії України. Ви можете допомогти проєкту, виправивши або дописавши її. |

1. ↑  ДСНС: кількість загиблих внаслідок пожеж на Луганщині зросла до 9